# Vieille-Brioude
Pour les articles homonymes, voir Vieille.
Vieille-Brioude (Veïa-Bride en auvergnat) est une commune française située dans le département de la Haute-Loire en région Auvergne-Rhône-Alpes.

## Géographie

### Localisation
La commune de Vieille-Brioude se trouve dans le département de la Haute-Loire, en région Auvergne-Rhône-Alpes.
Elle se situe à 54 km par la route du Puy-en-Velay, préfecture du département, et à 4 km de Brioude, sous-préfecture
Les communes les plus proches sont : 
Fontannes (3,1 km), Brioude (3,5 km), Lavaudieu (4,0 km), Saint-Just-près-Brioude (5,0 km), Saint-Laurent-Chabreuges (5,1 km), Lamothe (5,5 km), Paulhac (5,8 km), Javaugues (6,6 km).

### Climat
Pour des articles plus généraux, voir Climat d'Auvergne-Rhône-Alpes et Climat de la Haute-Loire.
En 2010, le climat de la commune est de type climat du Bassin du Sud-Ouest, selon une étude du Centre national de la recherche scientifique s'appuyant sur une série de données couvrant la période 1971-2000. En 2020, Météo-France publie une typologie des climats de la France métropolitaine dans laquelle la commune est exposée à un climat de montagne ou de marges de montagne et est dans la région climatique Nord-est du Massif Central, caractérisée par une pluviométrie annuelle de 800 à 1 200 mm, bien répartie dans l’année.
Pour la période 1971-2000, la température annuelle moyenne est de 10,7 °C, avec une amplitude thermique annuelle de 16,5 °C. Le cumul annuel moyen de précipitations est de 631 mm, avec 7,6 jours de précipitations en janvier et 6 jours en juillet. Pour la période 1991-2020, la température moyenne annuelle observée sur la station météorologique de Météo-France la plus proche, « Fontannes », sur la commune de Fontannes à 3 km à vol d'oiseau, est de 11,4 °C et le cumul annuel moyen de précipitations est de 611,9 mm,. Pour l'avenir, les paramètres climatiques de la commune estimés pour 2050 selon différents scénarios d'émission de gaz à effet de serre sont consultables sur un site dédié publié par Météo-France en novembre 2022.

## Urbanisme

### Typologie
Au 1er janvier 2024, Vieille-Brioude est catégorisée commune rurale à habitat dispersé, selon la nouvelle grille communale de densité à sept niveaux définie par l'Insee en 2022.
Elle est située hors unité urbaine. Par ailleurs la commune fait partie de l'aire d'attraction de Brioude, dont elle est une commune de la couronne,. Cette aire, qui regroupe 39 communes, est catégorisée dans les aires de moins de 50 000 habitants,.

### Habitat et logement
En 2018, le nombre total de logements dans la commune était de 796, alors qu'il était de 770 en 2013 et de 767 en 2008.
Parmi ces logements, 69,3 % étaient des résidences principales, 16,9 % des résidences secondaires et 13,8 % des logements vacants. Ces logements étaient pour 93,4 % d'entre eux des maisons individuelles et pour 6 % des appartements.
Le tableau ci-dessous présente la typologie des logements à Vieille-Brioude en 2018 en comparaison avec celle de la Haute-Loire et de la France entière. Une caractéristique marquante du parc de logements est ainsi une proportion de résidences secondaires et logements occasionnels (16,9 %) supérieure à celle du département (16,1 %) et à celle de la France entière (9,7 %). Concernant le statut d'occupation de ces logements, 83,2 % des habitants de la commune sont propriétaires de leur logement (83,2 % en 2013), contre 70 % pour la Haute-Loire et 57,5 pour la France entière.
| Typologie                                               | Vieille-Brioude | Haute-Loire | France entière |
| ------------------------------------------------------- | --------------- | ----------- | -------------- |
| Résidences principales (en %)                           | 69,3            | 71,5        | 82,1           |
| Résidences secondaires et logements occasionnels (en %) | 16,9            | 16,1        | 9,7            |
| Logements vacants (en %)                                | 13,8            | 12,4        | 8,2            |

## Toponymie
Le terme Brioude vient du latin Brivas, dérivé lui-même d'un mot celte. Il désigne des bourgs ou villages situés au bord de cours d'eau ou sur un lieu de passage. Le mot Vieil ou Vieille, qui y est attaché, vient du latin vetus, se rapporte à l'antiquité du lieu qu'il détermine. Dans ce cas précis, le nom de Vieille-Brioude signifierait donc "vieux-pont" ou "vieux passage de rivière", l'Allier en l'occurrence.

## Histoire

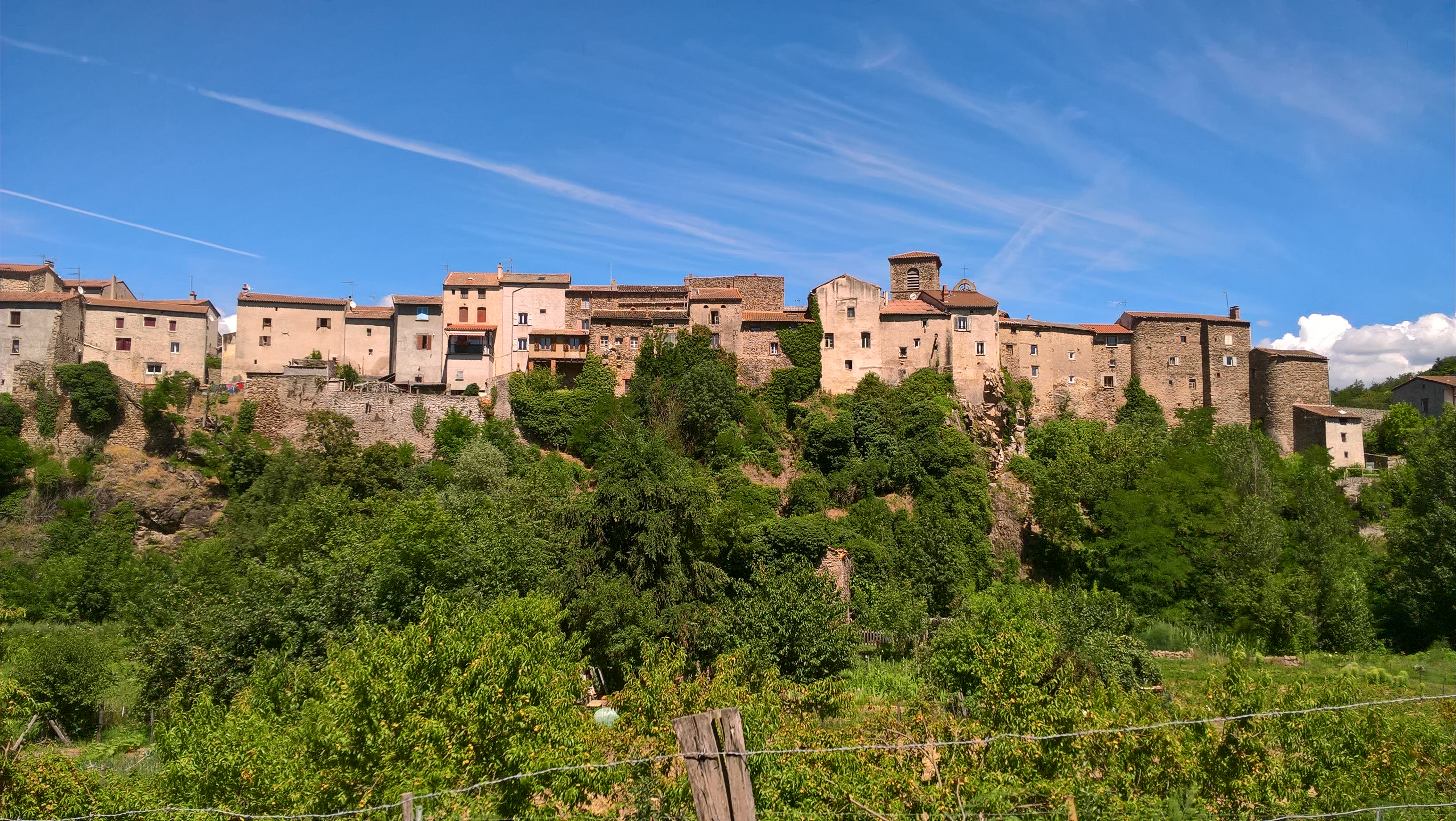
Vue de l'ouest

## Héraldique
| Blason de Vieille-Brioude | Blason  | De gueules à la cotice en barre cousue de sinople, au pont d'une arche d'argent, maçonné de sable, mouvant des flancs et brochant, accompagné en pointe d'une grappe de raisin de pourpre accostée de deux épis de blé d'or, posés en chevron renversé, le tout brochant, à la croix de Védrines d'argent, le fût brisé, brochant en chef sur le pont. |
| Blason de Vieille-Brioude | Détails | Le statut officiel du blason reste à déterminer. |

## Politique et administration

### Découpage territorial
La commune de Vieille-Brioude est membre de la communauté de communes Brioude Sud Auvergne, un établissement public de coopération intercommunale (EPCI) à fiscalité propre créé le 11 décembre 2018 dont le siège est à Brioude. Ce dernier est par ailleurs membre d'autres groupements intercommunaux.
Sur le plan administratif, elle est rattachée à l'arrondissement de Brioude, au département de la Haute-Loire, en tant que circonscription administrative de l'État, et à la région Auvergne-Rhône-Alpes.
Sur le plan électoral, elle dépend du canton de Brioude pour l'élection des conseillers départementaux, depuis le redécoupage cantonal de 2014 entré en vigueur en 2015, et de la deuxième circonscription de la Haute-Loire   pour les élections législatives, depuis le redécoupage électoral de 1986.

### Liste des maires
| Période                                  | Période   | Identité                | Étiquette | Qualité |
| ---------------------------------------- | --------- | ----------------------- | --------- | ------- |
| Les données manquantes sont à compléter. |           |                         |           |         |
| avant 1988                               | 1995      | Lucien Chastel          |           |         |
| 1995                                     | 2007      | Alain Jacques Moulhade  |           |         |
| 2007                                     | 2008      | Pierre Eynard           |           |         |
| mars 2008                                | mars 2014 | Roland Charreyron       |           |         |
| mars 2014                                | 2020      | Christelle Baylot       | DVG       |         |
| 2020                                     | En cours  | Roland Pïerre Chareyron |           |         |

### Jumelages
Vieille-Brioude est jumelée avec
- Portiragnes (France)

## Population et société

### Démographie

#### Évolution démographique
L'évolution du nombre d'habitants est connue à travers les recensements de la population effectués dans la commune depuis 1793. Pour les communes de moins de 10 000 habitants, une enquête de recensement portant sur toute la population est réalisée tous les cinq ans, les populations de référence des années intermédiaires étant quant à elles estimées par interpolation ou extrapolation. Pour la commune, le premier recensement exhaustif entrant dans le cadre du nouveau dispositif a été réalisé en 2006.

En 2022, la commune comptait 1 245 habitants, en évolution de +3,49 % par rapport à 2016 (Haute-Loire : +0,36 %, France hors Mayotte : +2,11 %).
| 1793 | 1800 | 1806  | 1821  | 1831  | 1836  | 1841  | 1846  | 1851  |
| ---- | ---- | ----- | ----- | ----- | ----- | ----- | ----- | ----- |
| 998  | 989  | 1 147 | 1 121 | 1 158 | 1 157 | 1 517 | 1 596 | 1 597 |

| 1856  | 1861  | 1866  | 1872  | 1876  | 1881  | 1886  | 1891  | 1896  |
| ----- | ----- | ----- | ----- | ----- | ----- | ----- | ----- | ----- |
| 1 552 | 1 580 | 1 585 | 1 555 | 1 564 | 1 537 | 1 571 | 1 563 | 1 453 |

| 1901  | 1906  | 1911  | 1921 | 1926 | 1931 | 1936 | 1946 | 1954 |
| ----- | ----- | ----- | ---- | ---- | ---- | ---- | ---- | ---- |
| 1 331 | 1 212 | 1 103 | 939  | 834  | 837  | 814  | 689  | 660  |

| 1962 | 1968 | 1975 | 1982 | 1990  | 1999  | 2006  | 2011  | 2016  |
| ---- | ---- | ---- | ---- | ----- | ----- | ----- | ----- | ----- |
| 642  | 600  | 645  | 770  | 1 007 | 1 099 | 1 205 | 1 222 | 1 203 |

| 2021  | 2022  | - | - | - | - | - | - | - |
| ----- | ----- | - | - | - | - | - | - | - |
| 1 219 | 1 245 | - | - | - | - | - | - | - |

#### Pyramide des âges
La population de la commune est relativement jeune.
En 2018, le taux de personnes d'un âge inférieur à 30 ans s'élève à 30,3 %, soit en dessous de la moyenne départementale (31 %). À l'inverse, le taux de personnes d'âge supérieur à 60 ans est de 26 % la même année, alors qu'il est de 31,1 % au niveau départemental.
En 2018, la commune comptait 606 hommes pour 576 femmes, soit un taux de 51,27 % d'hommes, largement supérieur au taux départemental (49,13 %).
Les pyramides des âges de la commune et du département s'établissent comme suit.
| Hommes | Classe d’âge | Femmes |
| ------ | ------------ | ------ |
| 0,2    | 90 ou +      | 0,5    |
| 5,4    | 75-89 ans    | 7,4    |
| 19,6   | 60-74 ans    | 19,0   |
| 27,6   | 45-59 ans    | 26,3   |
| 15,9   | 30-44 ans    | 17,7   |
| 14,8   | 15-29 ans    | 13,9   |
| 16,6   | 0-14 ans     | 15,2   |

| Hommes | Classe d’âge | Femmes |
| ------ | ------------ | ------ |
| 0,9    | 90 ou +      | 2,5    |
| 8,4    | 75-89 ans    | 11,7   |
| 20,4   | 60-74 ans    | 20,5   |
| 21,3   | 45-59 ans    | 20,3   |
| 16,8   | 30-44 ans    | 16,3   |
| 15,2   | 15-29 ans    | 13,2   |
| 17     | 0-14 ans     | 15,6   |

## Économie

### Revenus
En 2018, la commune compte 567 ménages fiscaux, regroupant 1 286 personnes. La médiane du revenu disponible par unité de consommation est de 22 170 € (20 800 € dans le département).

### Emploi
| Division       | 2008  | 2013  | 2018  |
| -------------- | ----- | ----- | ----- |
| Commune        | 6,5 % | 6,9 % | 8,8 % |
| Département    | 6,3 % | 7,7 % | 7,7 % |
| France entière | 8,3 % | 10 %  | 10 %  |

En 2018, la population âgée de 15 à 64 ans s'élève à 779 personnes, parmi lesquelles on compte 79,2 % d'actifs (70,4 % ayant un emploi et 8,8 % de chômeurs) et 20,8 % d'inactifs,. Depuis 2008, le taux de chômage communal (au sens du recensement) des 15-64 ans est supérieur à celui du département, mais inférieur à celui de la France.
La commune fait partie de la couronne de l'aire d'attraction de Brioude, du fait qu'au moins 15 % des actifs travaillent dans le pôle,. Elle compte 338 emplois en 2018, contre 322 en 2013 et 370 en 2008. Le nombre d'actifs ayant un emploi résidant dans la commune est de 555, soit un indicateur de concentration d'emploi de 60,9 % et un taux d'activité parmi les 15 ans ou plus de 62,7 %.
Sur ces 555 actifs de 15 ans ou plus ayant un emploi, 114 travaillent dans la commune, soit 21 % des habitants. Pour se rendre au travail, 91,3 % des habitants utilisent un véhicule personnel ou de fonction à quatre roues, 1 % les transports en commun, 3,2 % s'y rendent en deux-roues, à vélo ou à pied et 4,4 % n'ont pas besoin de transport (travail au domicile).

## Culture locale et patrimoine

### Lieux et monuments
- Église Sainte-Anne de Vieille-Brioude, inscrite aux monuments historiques en 1980.
- Musée de la Vigne et du Patrimoine : jardin musée situé autour de l'église romane.
- Pont de Vieille-Brioude, terminé en avril 1832. Il a remplacé un pont en maçonnerie construit au XVe siècle qui s'était effondré le 27 mars 1822. Avec une ouverture de l'arche de 54,57 mètres, c'était la plus grande arche construite au Moyen Âge. Le nouveau pont a une arche de 45 mètres de portée et de 27,50 mètres de hauteur.
- Pont de la Bajasse, bâti au xve siècle pour franchir la Senouire[22], il est inscrit au titre des monuments historiques depuis le 14 juin 2002[23].
- Dolmen des Quatre Roches ou de Sauvagnat situé dans la commune de Vieille-Brioude, à soixante pas au sud de la route du Puy. Ce dolmen comprenait encore quatre dalles dressées vers 1804[24]. Actuellement[Quand ?] il ne subsiste qu'une seule dalle encore debout ; une seconde dalle git à proximité.
- Dolmen situé près de Védrines et classé monument historique depuis 1889[25]. Il ne serait qu'un ensemble rocheux naturel[réf. souhaitée].
- Croix de Védrines du XVIe siècle, inscrite au titre des monuments historiques par arrêté du 27 février 1926[26].

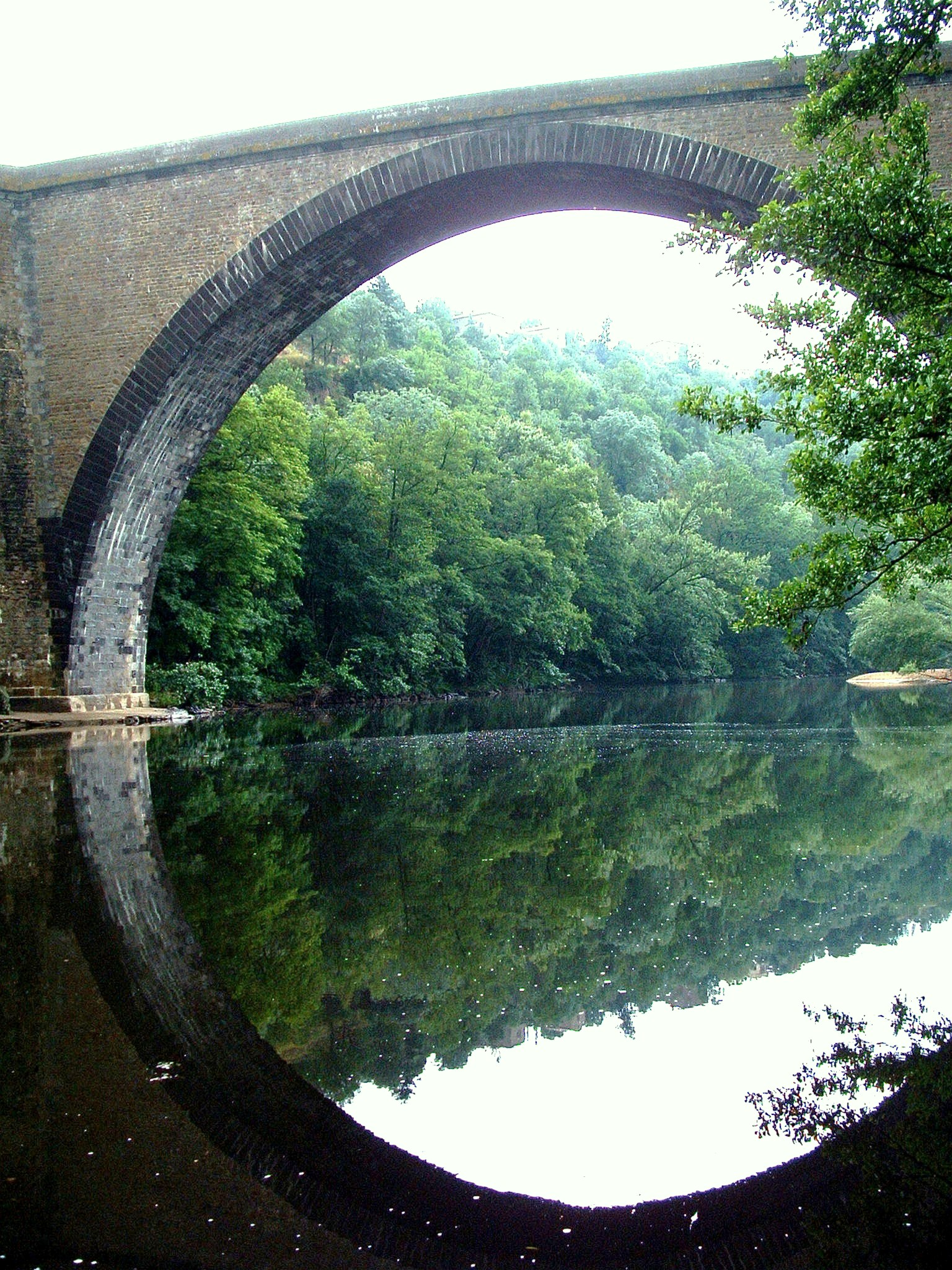
Pont de Vieille-Brioude.
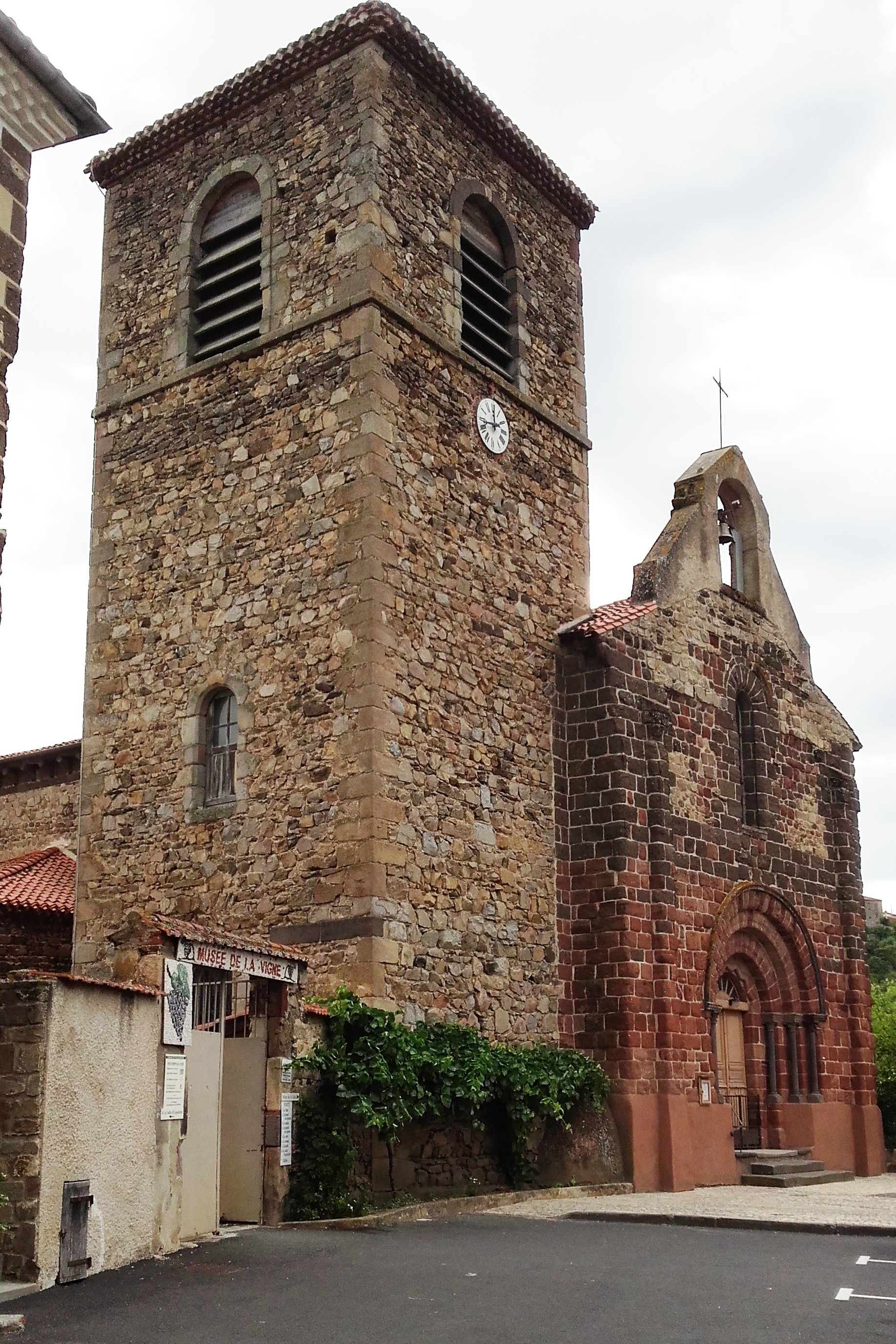
Église Sainte-Anne.
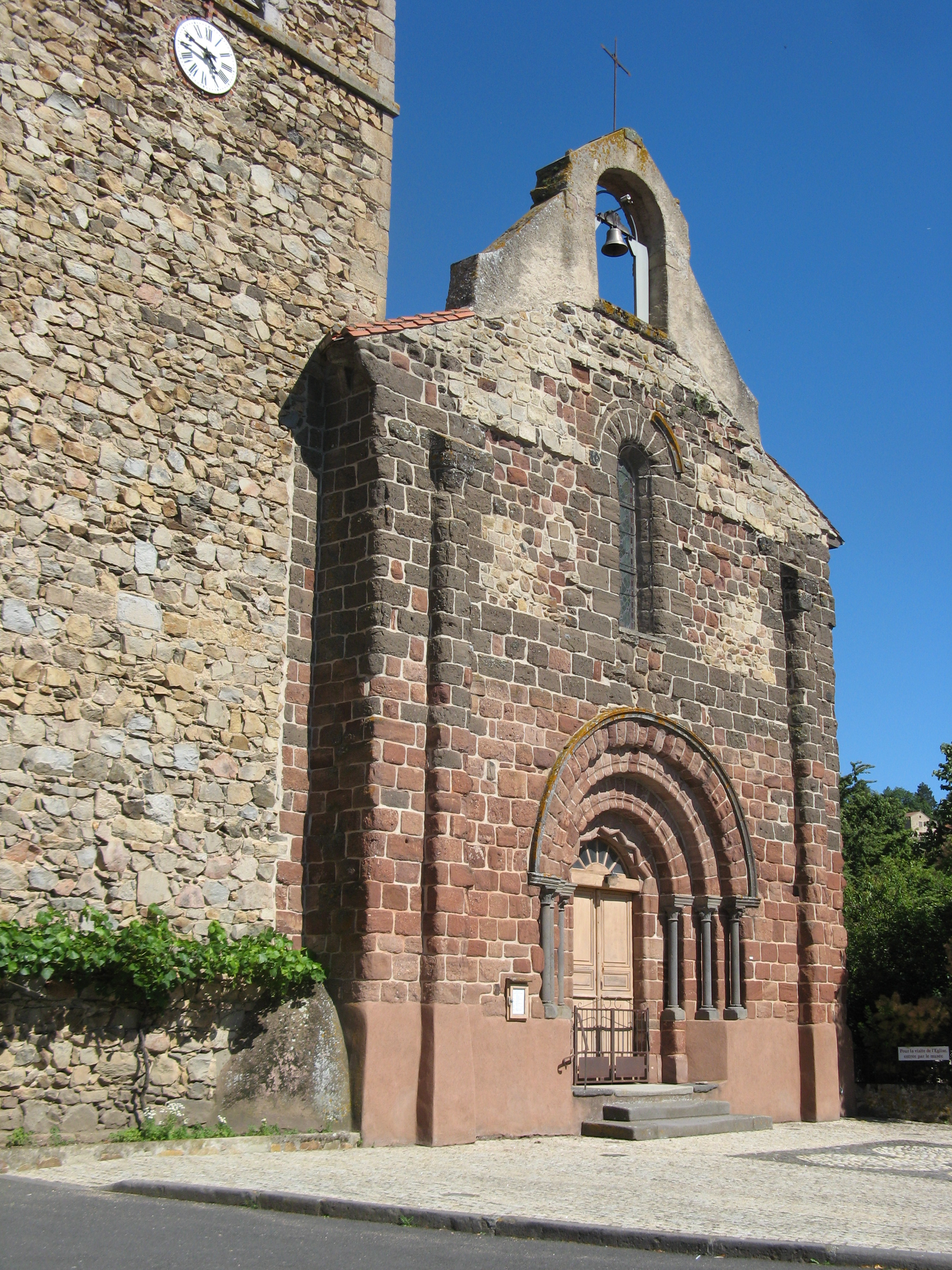
Façade de l'église
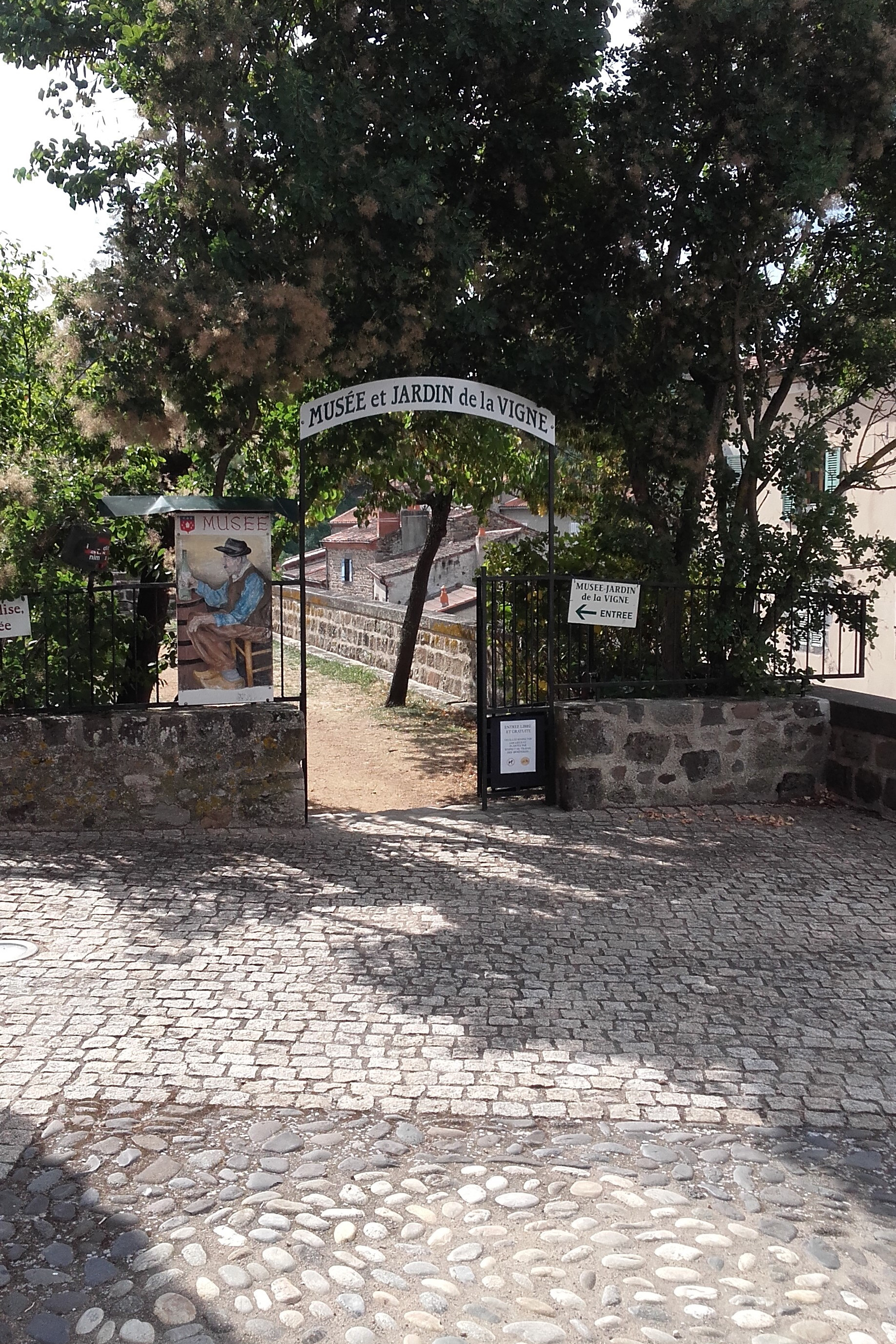
Musée de la vigne.
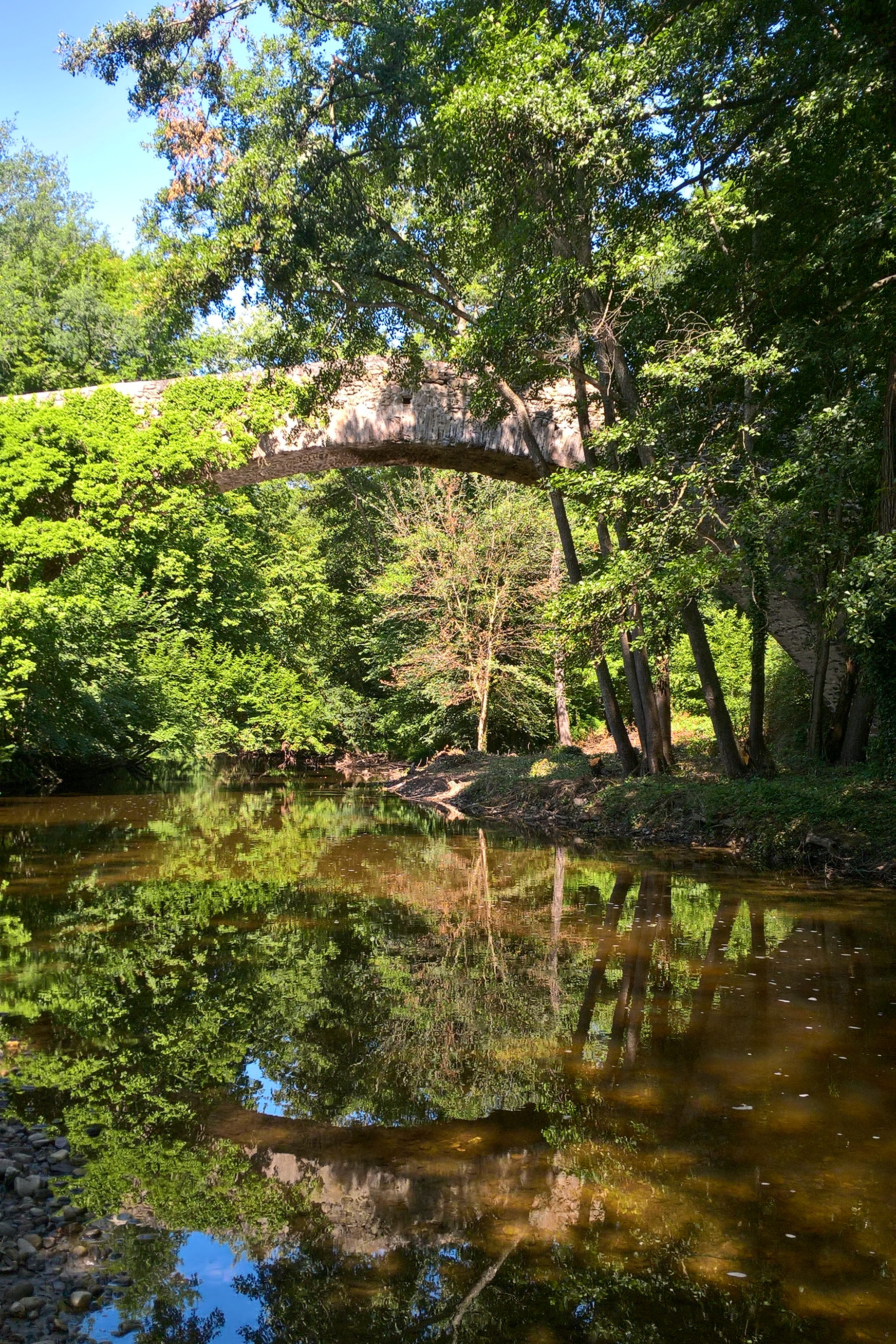
Pont de la Bajasse
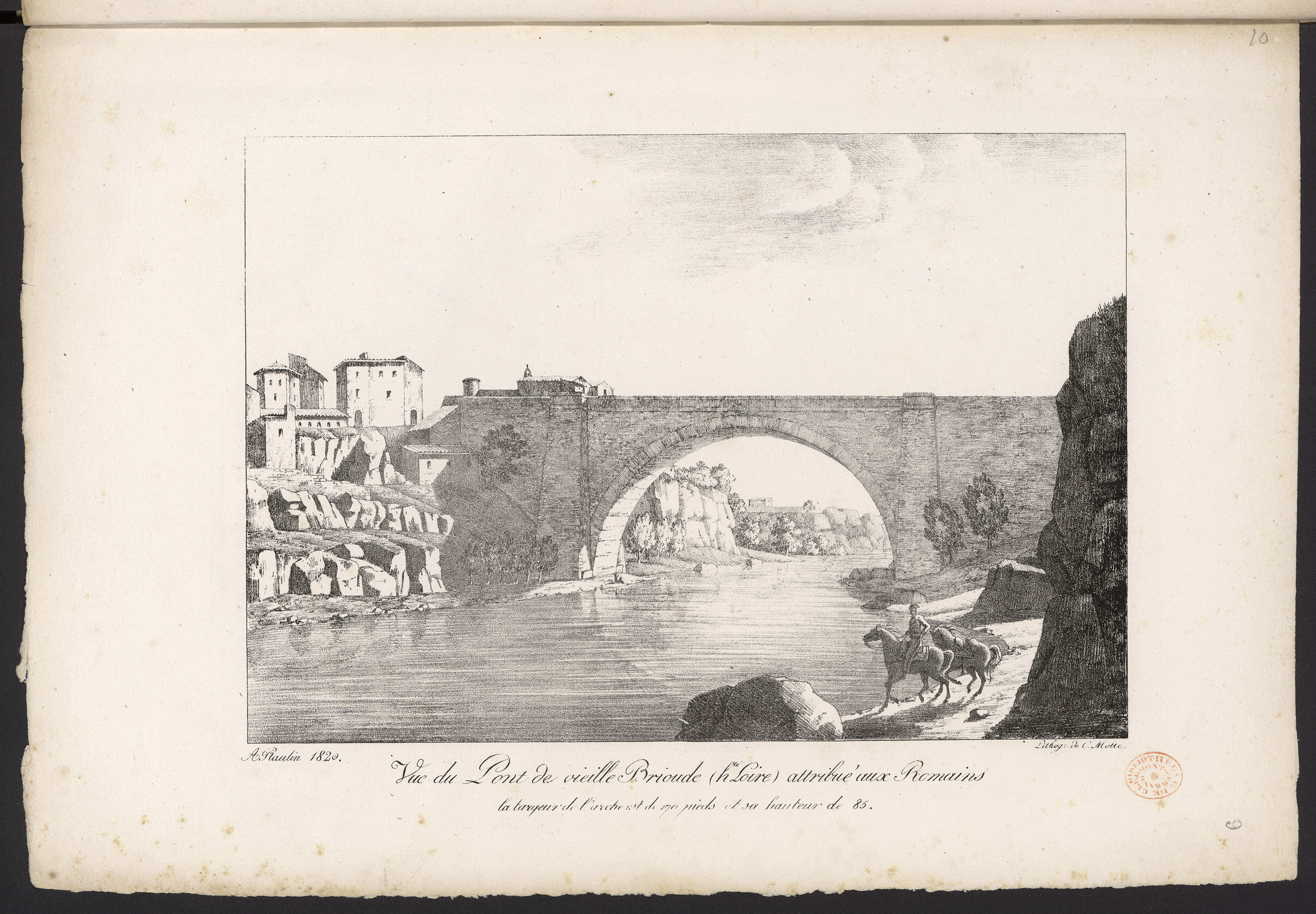
Vue du Pont attribué aux Romains - 1820

### Personnalités liées à la commune
- Louis V le Fainéant (v. 965-987), futur roi des Francs, y épouse Adélaïde d'Anjou en 982[27].
- Pierre de Vieille-Brioude, supérieur de l'ordre des Hospitaliers de Saint-Jean-de-Jérusalem de 1240 à 1244[28].